# Sonic Nurse
Sonic Nurse är det trettonde studioalbumet av den amerikanska rockgruppen Sonic Youth som släpptes den 8 juni 2004. Skivomslaget framställdes av konstnären Richard Prince och ingår i hans serie Nurse Paintings. Vidare är en av Princes fotografier från serien betitlad "Dude Ranch Nurse" vilket även är titeln på en av låtarna på detta album.
"Pattern Recognition" är baserad på en roman av William Gibson med samma titel från 2003. Bandet har refererat till Gibsons verk tidigare, främst på några av låtarna från Daydream Nation.

## Låtlista
Alla låtar skrivna av Sonic Youth. 
1. "Pattern Recognition" - 6:33
2. "Unmade Bed" - 3:53
3. "Dripping Dream" - 7:46
4. "Kim Gordon and the Arthur Doyle Hand Creme" - 4:51
5. "Stones" - 7:06
6. "Dude Ranch Nurse" - 5:44
7. "New Hampshire" - 5:12
8. "Paper Cup Exit" - 5:55
9. "I Love You Golden Blue" - 7:02
10. "Peace Attack" - 6:10
11. "Kim Chords" (bonuslåt) - 5:59
12. "Beautiful Plateau" (bonuslåt) - 3:08

Bonuslåtarna hittas även på samlingen The Destroyed Room: B-Sides and Rarities (2006)

## Medverkande
- Kim Gordon - sång, gitarr, bas
- Thurston Moore - sång, gitarr
- Lee Ranaldo - gitarr, sång
- Steve Shelley - trummor
- Jim O'Rourke - gitarr, bas